# 西村真二
西村 真二（にしむら しんじ、1984年〈昭和59年〉6月30日 - ）は、日本のお笑い芸人。お笑いコンビ・コットンのツッコミ担当。元広島ホームテレビのアナウンサー。

## 来歴
広島県広島市東区牛田出身。3兄弟の末っ子として育つ。広島市立己斐小学校、広島市立牛田中学校、修道高等学校、慶應義塾大学商学部卒業。
小学生の時に水泳のジュニアオリンピック選手に選ばれたことがある。また筋金入りの広島カープファンで、小さい頃からファンクラブに入り、暇さえあれば球場に試合を観に行った。同じ町内に家があった大野豊と広島市民球場の外野フェンスに齧り付きながら応援した前田智徳のファン。自身も小学1年生から野球を始め、高校生までやっていた野球はエースで“背番号1”。修道は広島県内有数の進学校であるが、野球に関しては県内屈指の弱小校。アナウンサー時代に1試合だけ、カープの試合を中継する機会があり、カープが好きすぎて「一塁側はカープ、三塁側もカープ」と言ってしまったという。
大学生時代はブレイクダンスサークル「Revolve（リボルブ）」に所属。水泳やサッカー、アイスホッケーもこなす。2007年ミスター慶應コンテストでグランプリを受賞。
小学校の卒業文集に「ナインティナインみたいな芸人になりたい」と書いており、お笑いに憧れて高校卒業後すぐにNSC（吉本総合芸能学院）に入学したかったが、大学へ進学。大学生時代は同級生とアマチュアのお笑いコンビを組んで活動。2006年のM-1グランプリで、以前から憧れていたチュートリアルの優勝をテレビで観た際に、本気でプロの芸人になろうと思うようになる。後にアナウンサーを辞めて芸人に転向したきっかけもチュートリアルだった。
大学卒業後は芸人を目指していたが、当時の相方と「社会人を1年だけやった方がいい」ということになり、1年後に一緒に会社を辞めてNSCに入る約束をし、アナウンサー試験を受け始める。アナウンサーを志したのは、子供の頃から喋ることが好きだったことに加え、親の勧めも理由だった。最初に受けたのはフジテレビで、最終試験まで残ったが不合格になり、その後大阪、名古屋、九州、北海道と10社ほど受けた後、広島ホームテレビにアナウンサーとして2008年に入社（同期には小嶋沙耶香）。一方、当時の相方は一流企業に就職し収入が安定しており、約束していたNSCへの入学を断られる。西村は、アナウンサーになったのも仕事の経験をお笑いに活かせたらと思ってとのことで、入社する時にはこれで芸人になれると期待を膨らませていた。さらに、東日本大震災で知り合いの家族が亡くなったと聞いたことをきっかけに「俺もいつ死ぬかわからんし、後悔する人生は送りたくない」と改めて思い出し、2011年3月31日付で3年間勤めた同局を退社。同年4月以降は再び東京に拠点を移す。
東京NSC17期生となり、2012年にきょんを誘って「ラフレクラン」を結成(2021年にコンビ名を「コットン」に改名)。
2012年9月投票、2012年10月11日に開票が行われた無限大総選挙において359名中44位。2015年のよしもと男前ランキングで第4位。2018年より、アイドルグループ吉本坂46のメンバーとしても活動。
2022年10月7日、『しくじり先生 俺みたいになるな!!』（テレビ朝日）にて結婚を発表。

## 人物
あだ名は「にっくん」。自称「衣装予報士」。広島カープ芸人。兄は政治家（元TBSテレビ社員、元世田谷区議会議員の西村准也）、姉は国会議員の秘書。高校一年のとき半年、広島市のお好み焼き店「みっちゃん」でアルバイトをしていた。大学時代の4年間は「TSUTAYA」綱島店でバイト。アナウンサーを辞めて再び上京後のNSC時代と芸人になり始めの頃、ナレーターや、渋谷宮益坂の居酒屋「今も昔や」と「一蘭」で働いた。

## 出演

### テレビ
太字は出演中

#### 広島ホームテレビアナウンサー勤務時
- Jステーション（ニュースコーナー担当、広島ホームテレビ）
- あっぱれ!熟年ファイターズ（2009年4月18日 - 2011年3月5日、広島ホームテレビ）
- ワイド!スクランブル（ローカルニュース、広島ホームテレビ）
- HOME NEWS（広島ホームテレビ）

#### 芸能人として
- 情報プレゼンターとくダネ!（2015年3月4日 - 2018年3月、フジテレビ）- レポーター
- 恋とか愛とか（仮）（広島ホームテレビ 、2015年4月23日 - 2021年3月25日・2022年9月14日 - 28日） - 恋愛マエストロ（司会）
- 魅せます!TGC広島2017夢のランウェイ（2017年12月29日、広島テレビ）- MC
- おはスタ（テレビ東京系列）
- 緊急速報!映画「ショウタイムセブン」360度徹底検証（2025年2月4日、テレビ東京）- MC[29]

### テレビドラマ
- Twitterドラマ『パパ活整形 supported by 東京美容外科』（2018年4月4日22：00 - ）- パパ・杉本大紀 役
- あなたの復讐、実況します！（2024年7月4日 - 7月25日、テレビ朝日） - 萩原鼓太郎 役

### 映画
- ザ・エレクトリカルパレーズ（2020年11月6日公開、ニューヨークOfficial Channel） - 西村真二 役

### ラジオ
- Nutty Radio Show THE魂（2017年4月4日-2021年3月30日、NACK5） - パーソナリティ、毎週火曜20:00 - 23:00
- キラスタ（2021年4月5日 - 、NACK5） - 火曜パーソナリティー
- 楽しくおでかけ!どこ行こ!?ラジオ♪（2017年10月 - 、朝日放送ラジオ） - パーソナリティ、毎週日曜8:40 - 8:50→2018年7月8日から毎週日曜8:40 - 9:00）

### CM
- 日本郵政「ご近所散歩中・社長へのプレゼン」篇（2024年1月15日 - ）[30]

### 雑誌
- よしもと男前ブサイク芸人グランプリ

## ライブ
- ラフレクラン西村トークライブ『それではお伝えします』 - ヨシモト∞ドームステージ2
  - 2019年12月13日
  - 2020年1月17日・2月7日
- 鯉に鯉こがれ鯉になく - ヨシモト∞ドームステージ1
  - 2017年5月17日・7月20日・8月31日・9月28日・10月16日・12月6日（JPOPcafe渋谷-2017年）
  - 2018年8月23日（新宿LEFCADE-2018年）
  - 2019年4月11日・6月17日・8月26日・9月26日・10月28日
  - 2020年6月18 (Zoom)・7月13日　(Zoom)・8月31日・10月26日(Zoom)
- ワンワンまつり
  - 広島公演 - 2015年7月26日

### 過去の出演
- 東京ツッコミパンダース - 神保町花月（2013年11月1日）
- 下北芸人ナイト - 下北ギャラリー HIBOUHIBOU（2014年3月30日・4月18日・5月28日・6月25日・7月11日）
- 文系ナイト - 阿佐ヶ谷ロフト（2014年7月5日）
- 沼津から東大へ行こう!特別秋講習〜芸人講師による学習塾です。 - 沼津ラクーンよしもと劇場（2014年9月8日）
- 『よしもと男前ブサイクランキング2015』大発表会・記者会見 - ヨシモト∞ホール（2015年3月2日）

### イベント
- お台場新大陸（2014年7月19日〜） - ミストマン
- オープニングセレモニー!! - GREAT SUMMERスタジアム（2014年7月19日）

## 作品

### シングル
吉本坂46
- 君の唇を離さない（2018年12月26日、SRCL-11035）- EAN 4547366384741（「RED」名義）
- やる気のない愛をThank you!（2019年5月8日、SRCL-11150/1）- EAN 4547366402902（「RED」名義）

### ミュージック・ビデオ
- 「民法第709条」ミオヤマザキ（2014年、エピックレコードジャパン）- 夫 役[31]
- 食レポの歌 - レポーター男役(パーマ大佐)
- ファーストアルバム（2016年製作、2017年公開）